# Castanheiro (Carrazeda de Ansiães)
Castanheiro is een plaats (freguesia) in de Portugese gemeente Carrazeda de Ansiães en telt 586 inwoners (2001).